# Старые Параты
Ста́рые Пара́ты (мар. Черкысола) — деревня в Волжском районе Республики Марий Эл.

## История
В 1747 году в деревне Старые Параты была построена деревянная церковь во имя святого великомученика Димитрия Солунского. В 1831 году прихожане пристроили к ней ещё один престольный храм во имя Пресвятой Троицы. Подвергаясь многочисленным поправкам, деревянный храм пришёл в совершенную ветхость. Указом Духовной консистории от 24 октября 1873 года за № 5000 старый храм был предназначен к уничтожению, но только в 1877 году был разобран). Новый храм был построен в 2-х километрах в селе Новые Параты. Отсюда произошло название — Старые Параты. Марийское название Черкысола означает «село, где расположена церковь». Старые Параты приобрели статус деревни.

## Население
| 2002 | 2010 |
| ---- | ---- |
| 272  | ↗312 |